# Zenóbio
Zenóbio foi um sofista grego que ensinou retórica em Roma, à época do imperador Adriano (AD 117-138).

## Biografia
Ele foi o autor de coleção de provérbios, reunidos em três livros, onde são dispostos em ordem alfabética e agrupados por centenas. A primeira coleção foi impressa por Filippo Giunti, em Florença, em 1497.
Diz-se também que Zenóbio foi o autor de uma tradução grega da prosa latina de Salústio, e de um poema em homenagem ao aniversário do imperador Adriano, mas essas obras se perderam.